# ウェルチ (飲料)

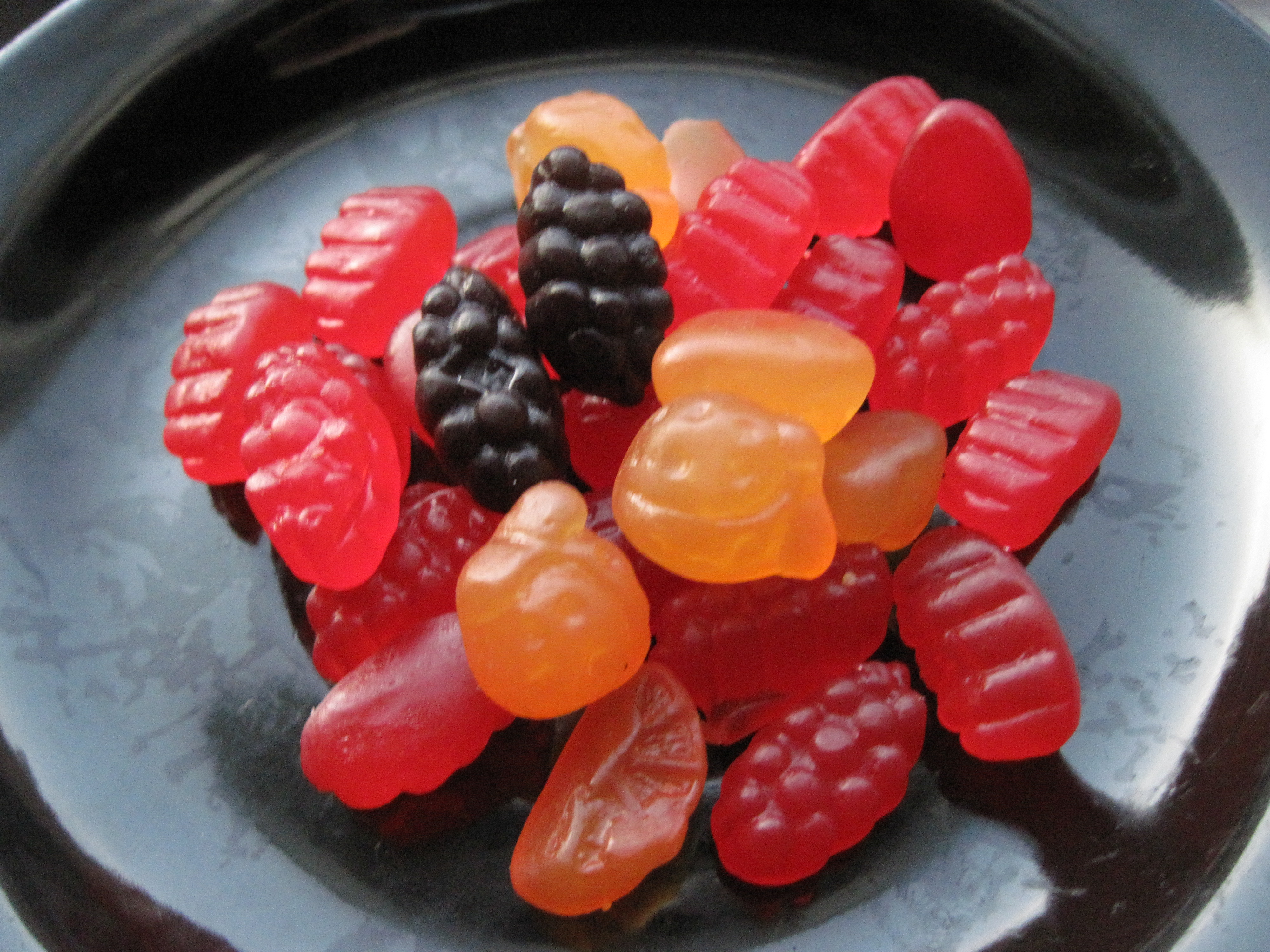
ウェルチのフルーツスナック

Welch Foods Inc.（ウェルチ フーズ インク、一般にWelch'sまたはウェルチとして知られる）は、マサチューセッツ州コンコードを本拠地とするアメリカ合衆国の企業。1956年よりブドウ生産者の協同組合である全米ブドウ協同組合の子会社となっている。ウェルチ社は濃い紫色をしたコンコード種のブドウから作られるぶどうジュース、ジャム、ゼリーと、白いナイアガラ種のブドウから作られる白ぶどうジュースで特に有名である。他にも、冷蔵ジュース、冷凍濃縮ジュース、常温保存可能な濃縮ジュース、オーガニックぶどうジュース、ドライフルーツなど、数々の製品を製造している。また、1974年よりブドウ味の炭酸飲料製品にブランド使用を許諾しており、ウェルチブランドのブドウ・イチゴ風味のサイダーは現在Global Beverage Corporationが製造許可を取得しているほか、Promotion In Motion Companies, Inc.はウェルチブランドのフルーツスナックを製造している。
日本におけるウェルチブランドの製造・販売はアサヒ飲料が担当している。

## 歴史
ウェルチ社は1869年、アメリカ合衆国ニュージャージー州バインランドにてトーマス・ブラムウェル・ウェルチと息子のチャールズ・ウェルチによって創業された。
1956年、ウェルチ社はミシガン州、ニューヨーク州、オハイオ州、ペンシルベニア州、ワシントン州、カナダ・オンタリオ州の1,300のブドウ生産者からなる「全米ブドウ協同組合」に売却された。
1960年代、ウェルチ社はアメリカの放送局ABCのプライムタイムアニメコメディシリーズ「原始家族フリントストーン」の主要スポンサーとなった。このアニメのキャラクターはアニメ放送時に流れるウェルチのTVコマーシャルやウェルチのグレープゼリーの瓶（食後はコップとして使用できる）に登場した。1970年初頭にはアニメ「アーチーでなくちゃ!」に登場する架空バンドアーチーズのイラストが瓶に使用された。

## 工場
ウェルチ社の現存する最古の建築物はニューヨーク州ウェストフィールドにあるWelch Factory Building No. 1で、1983年にアメリカ合衆国国家歴史登録財に登録された。

## ウェルチグレープジュースの歴史
ぶどうジュースを殺菌して発酵を止めるという手法は、1869年にイギリス系アメリカ人の歯科医師で元牧師のトーマス・ブラムウェル・ウェルチ（1825年–1903年）によって考案された。ウェルチが信仰するウェスレー・メソジスト派は、「酒類の製造、購入、販売、使用」に強く反対し、教会の礼拝で聖餐（コミュニオン）を行うにあたってワインの代わりに未発酵のぶどうジュースを使用することを奨励していた。この数年前、ウェルチはニュージャージー州バインランドに転居していたが、この町は1861年にフィラデルフィアの土地開拓者チャールズ・K・ランディス（1833年–1900年）が農業と進歩的な考えからアルコールフリーのユートピアソサエティ「テンペランス・タウン」を立ち上げるために創立した町であった。ランディスは「街を建設し、その周りに農業を営み果物を生産する集落を作る予定」であると宣言しており、人口は1865年までに5,500人に到達していた。ランディスはブドウ栽培の可能性を確信し、開拓地を「バインランド（ブドウの地）」と名付け、イタリア系アメリカ人を呼び込むために広告を出し、ブドウ栽培用に開墾・使用する土地20エーカー（81,000 m2）を提供した。ウェルチはバインランドに初期から住んでいた姉妹を追って当地に転居し、当地で栽培されたブドウを使用した未発酵のワイン（ぶどうジュース）の製造を始め、「Dr. Welch's Unfermented Wine（ドクター・ウェルチの未発酵ワイン）」の名で販売した。この製品は、1893年にウェルチと息子のチャールズ・E・ウェルチ（同じく現役の歯科医師）がニューヨーク州ウェストフィールドでWelch's Grape Juice Companyとして法人設立した際に「Welch's Grape Juice（ウェルチグレープジュース）」に改名され、国際展示会で来場者に贈られた。ウェルチ社の現存する最古の建築物はニューヨーク州ウェストフィールドにあるWelch Factory Building No. 1で、1983年にアメリカ合衆国国家歴史登録財に登録された。
禁酒運動が発展するにつれ、ぶどうジュースの人気は高まっていった。1913年、国務長官ウィリアム・ジェニングス・ブライアンが正装の外交式典においてワインの代わりにぶどうジュースを振る舞ったほか、1914年には海軍長官ジョセファス・ダニエルズが海軍艦艇への酒類の持ち込みを禁止し、ぶどうジュースをその代用とすることを推奨した。第一次世界大戦中には、ウェルチ社はブドウジャム「グレープレード」を軍に供給し、積極的に宣伝活動を行った。その後、新たなブドウ製品の開発やラジオ・テレビ番組へのスポンサー提供によりウェルチ社は大きな成功を収めた。1914年からの雑誌広告には、以下の文言が書かれている。
ウェルチグレープジュースはその優秀さのみで大衆や専門家から支持を得ました。その名を製品に冠する医師が直接指示をし、完璧な製品を作り上げ販売しておりますが、その目的は当初から病からの回復と代謝に必要な栄養素を全て含んだ飲み物を作ることでした。

## 宣伝活動
ウェルチは長年メイン州ポートランドのThe Via Agencyを広告パートナーとして採用している。また、2016年秋にはJack Morton WorldwideのGenuineグループがモバイルメディア、ソーシャルメディア、デジタルメディアの宣伝戦略を担当すると発表している。また、デジタルチャネルで消費者にアピールすることを試みており、ウェルチ社の製品や原材料、長年培ってきた伝統などを伝える広告を発信している。